# Saint-Dyé-sur-Loire
Saint-Dyé-sur-Loire és un municipi francès, situat al departament del Loir i Cher i a la regió de Centre – Vall del Loira. L'any 2007 tenia 1.093 habitants.

## Demografia

### Població
El 2007 la població de fet de Saint-Dyé-sur-Loire era de 1.093 persones. Hi havia 447 famílies, de les quals 110 eren unipersonals (47 homes vivint sols i 63 dones vivint soles), 176 parelles sense fills, 141 parelles amb fills i 20 famílies monoparentals amb fills.
La població ha evolucionat segons el següent gràfic:
Habitants censats

### Habitatges
El 2007 hi havia 553 habitatges, 451 eren l'habitatge principal de la família, 66 eren segones residències i 35 estaven desocupats. 527 eren cases i 24 eren apartaments. Dels 451 habitatges principals, 377 estaven ocupats pels seus propietaris, 67 estaven llogats i ocupats pels llogaters i 7 estaven cedits a títol gratuït; 1 tenia una cambra, 22 en tenien dues, 59 en tenien tres, 142 en tenien quatre i 228 en tenien cinc o més. 341 habitatges disposaven pel capbaix d'una plaça de pàrquing. A 169 habitatges hi havia un automòbil i a 247 n'hi havia dos o més.

### Piràmide de població
La piràmide de població per edats i sexe el 2009 era:
| Homes | Edats   | Dones |
| ----- | ------- | ----- |
| 0     | 95 o +  | 0     |
| 4     | 90 a 94 | 0     |
| 4     | 85 a 89 | 16    |
| 4     | 80 a 84 | 12    |
| 32    | 75 a 79 | 24    |
| 28    | 70 a 74 | 24    |
| 36    | 65 a 69 | 36    |
| 20    | 60 a 64 | 20    |
| 32    | 55 a 59 | 16    |
| 32    | 50 a 54 | 32    |
| 52    | 45 a 49 | 32    |
| 24    | 40 a 44 | 44    |
| 20    | 35 a 39 | 36    |
| 32    | 30 a 34 | 24    |
| 24    | 25 a 29 | 24    |
| 32    | 20 a 24 | 8     |
| 36    | 15 a 19 | 28    |
| 28    | 10 a 14 | 44    |
| 20    | 5 a 9   | 12    |
| 24    | 0 a 4   | 36    |

## Economia
El 2007 la població en edat de treballar era de 682 persones, 536 eren actives i 146 eren inactives. De les 536 persones actives 497 estaven ocupades (255 homes i 242 dones) i 39 estaven aturades (21 homes i 18 dones). De les 146 persones inactives 79 estaven jubilades, 33 estaven estudiant i 34 estaven classificades com a «altres inactius».

### Ingressos
El 2009 a Saint-Dyé-sur-Loire hi havia 462 unitats fiscals que integraven 1.108 persones, la mediana anual d'ingressos fiscals per persona era de 20.245 €.

### Activitats econòmiques
Dels 39 establiments que hi havia el 2007, 1 era d'una empresa extractiva, 2 d'empreses alimentàries, 1 d'una empresa de fabricació de material elèctric, 1 d'una empresa de fabricació d'altres productes industrials, 5 d'empreses de construcció, 7 d'empreses de comerç i reparació d'automòbils, 1 d'una empresa de transport, 3 d'empreses d'hostatgeria i restauració, 2 d'empreses financeres, 6 d'empreses immobiliàries, 3 d'empreses de serveis, 3 d'entitats de l'administració pública i 4 d'empreses classificades com a «altres activitats de serveis».
Dels 12 establiments de servei als particulars que hi havia el 2009, 1 era una oficina de correu, 2 guixaires pintors, 1 lampisteria, 1 electricista, 1 empresa de construcció, 4 perruqueries, 1 restaurant i 1 agència immobiliària.
Dels 2 establiments comercials que hi havia el 2009, 1 era una gran superfície de material de bricolatge i 1 una botiga de menys de 120 m².
L'any 2000 a Saint-Dyé-sur-Loire hi havia 4 explotacions agrícoles.

## Equipaments sanitaris i escolars
El 2009 hi havia una escola elemental.

## Poblacions més properes
El següent diagrama mostra les poblacions més properes.